# Carlos Fernando Asprilla
Carlos Fernando Asprilla Mosquera (Zarzal, Valle del Cauca, Colombia; 19 de noviembre de 1970) es un exfutbolista y actual director técnico colombiano. Jugaba como marcador central y su primer equipo fue América de Cali. Su último club antes de retirarse fue Deportes La Serena de Chile.
Es hermano de Miguel Asprilla, Jimmy Asprilla y Luis Asprilla, y primo de Faustino Asprilla, quienes también fueron futbolistas.

## Trayectoria
Carlos es el mayor del clan los pitufos, sus hermanos son Luis y Jimmy Asprilla además es primo del gran Faustino, desarrollo la mayor parte de su carrera en equipos colombianos aunque tuvo pasos poco recordados en el fútbol internacional Argentina, Chile y Centroamérica; jugaba de defensor, debutó con América de Cali en 1990 promovido por Gabriel Ochoa Uribe con los diablos rojos estuvo hasta la temporada 1992 obteniendo 2 títulos para luego pasar a Unión Magdalena por el primer semestre de la temporada 1993, fue transferido seguidamente a Unión de Santa Fe hasta 1995 y Los Andes de la primera B Argentina, para en 1996 regresar a América de Cali y ser campeón de nuevo en el Campeonato 96-97, después integró varios equipos de Colombia para recalar en Herediano de Costa Rica, Aucas de Ecuador, Atlético Balboa de El Salvador y Deportes La Serena de Chile donde se retiró y posteriormente en ese mismo país se preparó como director técnico.

## Clubes

### Como jugador
| Club                   | País        | Año       |
| ---------------------- | ----------- | --------- |
| América de Cali        | Colombia    | 1990-1992 |
| Unión Magdalena        | Colombia    | 1993      |
| Unión de Santa Fe      | Argentina   | 1994-1995 |
| Los Andes              | Argentina   | 1995-1996 |
| América de Cali        | Colombia    | 1996-1998 |
| Independiente Medellín | Colombia    | 1998-1999 |
| Deportivo Cali         | Colombia    | 2000      |
| Junior de Barranquilla | Colombia    | 2001      |
| Millonarios            | Colombia    | 2001      |
| Atlético Bucaramanga   | Colombia    | 2002      |
| Herediano              | Costa Rica  | 2002      |
| Aucas                  | Ecuador     | 2003      |
| Atlético Balboa        | El Salvador | 2004      |
| Deportes La Serena     | Chile       | 2005-2006 |

### Como entrenador
| Club            | País     | Año  |
| --------------- | -------- | ---- |
| América de Cali | Colombia | 2018 |

## Palmarés

### Campeonatos nacionales
| Título    | Club            | País     | Año  |
| --------- | --------------- | -------- | ---- |
| Primera A | América de Cali | Colombia | 1990 |
| Primera A | América de Cali | Colombia | 1992 |
| Primera A | América de Cali | Colombia | 1997 |

### Copas internacionales
| Título          | Club        | País     | Año  |
| --------------- | ----------- | -------- | ---- |
| Copa Merconorte | Millonarios | Colombia | 2001 |